# Voisin contre voisin
Pour plus de détails, voir Fiche technique et Distribution.
Voisin contre voisin ou À vos marques, prêts, décorez au Québec (Deck the Halls) est un film de Noël américain réalisé par John Whitesell, sorti en 2006.

## Synopsis
Steve Finch est très attaché à l'esprit de Noël. Chaque année, il supervise scrupuleusement dans sa bourgade toutes les animations de Noël, et agace même sa famille par sa minutie exagérée. Mais cette année, Steve a un nouveau voisin bien décidé à lui voler la vedette en illuminant sa maison pour qu'elle soit visible depuis l'espace !

## Fiche technique
- Titre français : Voisin contre voisin
- Titre original : Deck the Halls
- Titre québécois : À vos marques, prêts, décorez !
- Réalisation : John Whitesell
- Scénario : Matt Corman, Chris Ord & Don Rhymer
- Production : Michael Costigan
- Musique : George S. Clinton
- Photographie : Mark Irwin
- Montage : Paul Hirsch & James Start
- Production : Michael Costigan, Arnon Milchan & John Whitesell
- Sociétés de production : New Regency Productions, Corduroy Films & All Lit Up Productions
- Société de distribution : 20th Century Fox
- Pays :  États-Unis
- Langue : Anglais
- Format : Couleur - Dolby Digital - DTS - 35 mm - 1.85:1
- Genre : Comédie
- Durée : 93 min
- Budget : 51000000 $
- Dates de sortie :
  -  États-Unis,  Canada : 22 novembre 2006
  -  France : 30 mai 2007

## Distribution
- Danny DeVito (VF : Philippe Peythieu ; VQ : Luis de Cespedes) : Buddy Hall
- Matthew Broderick (VF : William Coryn ; VQ : Alain Zouvi) : Steve Finch
- Kristin Davis (VF : Élisabeth Fargeot ; VQ : Valérie Gagné) : Kelly Finch
- Kristin Chenoweth (VF : Léa Gabriele ; VQ : Michèle Lituac) : Tia Hall
- Alia Shawkat (VF : Alexandra Garijo ; VQ : Catherine Brunet) : Madison Finch
- Dylan Blue (VF : Victor Jourdan ; VQ : François-Nicolas Dolan) : Carter Finch
- Kelly Aldridge (VF : Barbara Beretta) : Ashley Hall
- Sabrina Aldridge (VF : Edwige Lemoine) : Emily Hall
- Jorge Garcia (VF : Jérôme Pauwels ; VQ : Tristan Harvey) : Wallace
- Fred Armisen (VF : Jorgen Genuit ; VQ : Frédéric Paquet) : Gustave
- Nicola Peltz : Mackenzie
- Gillian Vigman : Gerta
- Ryan Devlin (VF : Christophe Lemoine ; VQ : Martin Watier) : Bob Murray
- Sean O'Bryan (VQ : François Trudel) : Maire Young